# جمعیت مهم است
جمعیت مهم است (انگلیسی: Population Matters) نام قبلی حالت مطلوب جمعیت یک مؤسسه خیریه مستقر در بریتانیا است که به اندازه جمعیت و اثرات آن بر پایایی محیط زیست می‌پردازد. این مؤسسه رشد جمعیت را عامل اصلی تخریب محیط زیست، از دست دادن تنوع زیستی، منبع تهی‌سازی و تغییر اقلیم می‌داند. این گروه راه حل‌های اخلاقی و مبتنی بر انتخاب را از طریق لابی، کمپین و افزایش آگاهی ترویج می‌کند.